# Трунов Ігор Сергійович
Ігор Сергійович Трунов (нар. 10 травня 1992) — український спортсмен, веслувальник на байдарках, чемпіон світу, срібний призер літньої Універсіади у Казані.

## Біографія

### Універсіада 2013
На літній Універсіаді, яка проходила з 6-о по 17-е липня у Казані, Ігор предсталяв Україну в веслуванні на байдарках і каное у двох дисциплінах. та завоював срібну нагороду разом із Максимом Більченко, Олександром Сенкевичем та Євгеном Карабутою.
Срібло спортсмен здобув байдарці-четвірці на 200 метрів. У попередніх запливах вони посіли перше місце (32.196) чим відразу гарантували собі участь у фіналі. Там українці покращили свій час до 30.611, але цього виявилось недостатньо і вони змогли посісти лише друге місце. Чемпіонами стали росіяни (30.060), бронзові нагороди у поляків (31.031).
У дисципліні байдарка-четвірка 500 метрів спортсмен вистуав разом з Дмитром Борзуковим, Кирилом Черноморовим та Євгеном Карабутою. Тут у попередніх запливах вони посіли друге місце з часом 1:29.437. Цей час забезпечив їм потрапляння до фіналу, де українці посіли четверте місце (1:26.458).

## Державні нагороди
- Орден «За заслуги» III ст. (7 вересня 2023) — За досягнення високих спортивних результатів на ІІІ Європейських іграх у м.Кракові (Республіка Польща), виявлені самовідданість та волю до перемоги, піднесення міжнародного авторитету України.[5]